# Kasper Brinck
Kasper Brinck er musiker og producer og medejer af det danske pladeselskab Kanel Records. Han har desuden komponeret musik til en række danske kortfilm, bl.a. Små Piger og Silas og Selma.